# 老論派
老論派（ろうろんは、朝: 로론파、ロロンパ、韓: 노론파、ノロンパ）は、李氏朝鮮の朋党の一つ。粛宗の外戚に対し批判的な少論派（しょうろんは、朝: 소론파、ソロンパ）との対比で使われる事が多い。この派閥にも僻派（貞純王后）と時派（金鐘秀）と2つの勢力がある。
元は西人で、1680年の庚申換局の時に少論と老論に分裂した。主に宋時烈の支持者で構成されたが、1684年に金錫冑が死去、1689年に宋時烈が処刑されたことで勢力が減退した。老論派を支持した仁顕王后は1701年に死去したが、1724年に英祖が即位すると政権に返り咲いた。
老論派は、英祖の息子である荘献世子の餓死事件にも関与している（壬午士禍）。